# C.A.F.B.
A C.A.F.B. egy 1990 óta működő budapesti rockzenekar, amely a '90-es évek punk hulláma idején vált ismertté. A műfaji besorolását illetően gyakran vitatott formáció (zenéjét gyakran independent rock műfajnak nevezték) alapvetően a hazai punk zene egyik neves képviselőjeként van nyilvántartva. A kultikussá vált zenekar1993 és 1999 között érte el legnagyobb sikereit, majd 1999-ben az utolsó alapító tag, Szakácsi Gábor távozása után átszervezett felállással folytatta tevékenységét.

## Történet

### Korai C.A.F.B. (1990–1994)
Az együttes 1990-ben alakult és 1991-ben lépett először színpadra, a Barlang Művelődési Házban Szentendrén, ahonnan később rongálás és rendzavarás miatt ki lett tiltva. Az első hivatalos demó felvételeit 1992-ben rögzítette a trió, Utcastílus címmel. Ez az anyag csak 1999-ben látott napvilágot a Magyar Metal Hammer magazin által támogatott Edge Records gondozásában. A korai sikerek és folyamatos koncertezés (Fekete Lyuk) hamar szerződéshez juttatták a C.A.F.B.-t és 1993-ban a Trottel Records megjelentette a Ne bízz senkiben! című albumukat. 1994 elején Szakácsi Gábor bevonult, hogy teljesítse kötelező katonai szolgálatát, ami a zenekar feloszlását is jelentette. A korai felállás egyik alapítója, Szita Mike Mihály, 2001-ben elhunyt.

### Átmeneti időszak (1995)
Miután Szakácsi visszatért katonai szolgálatából, összehozott egy ideiglenes felállást. A felállás több tagjával alakult meg később a ma igen sikeres Brains nevű magyar formáció.(Brains) A rövid átmeneti időszak alatt, a zenekar megjelentett egy 1992-ben a Tankcsapda együttes vendégeként rögzített koncertfelvételt, Koncert 1992 (Archív) címmel.Az anyag a C.A.F.B. korábbi felállásával készült (Szakácsi Gábor, Szita Mihály, Oláh Immánuel).

### Sikeres évek (1996–1999)
Egy rövidtávú ideiglenes felállás megszűnése után, 1996 nyarán újraalakult a zenekar, az egyetlen megmaradt eredeti tag, Szakácsi Gábor vezetésével. Az ekkor csatlakozó gárda tagjai olyan zenekarokból érkeztek, mint a korábban igen népszerű Rituális Rémtettek vagy a Fixa Idea. Az Urbán László, Szakácsi Gábor, Sütő Lajos, Horniák Zoltán felállású C.A.F.B. 1997-ben újabb szerződéshez jutott a Premier Art Records által, akik olyan zenekarok munkáit is gondozták mint a Beatrice és a Sing Sing. A Zanza címmel megjelent, (Producer-Németh Gábor) 1997-es keltezésű nagylemez véglegesen a Magyar rockzene történelmébe véste a C.A.F.B. nevét, amelynek sikeréhez hozzájárult az akkori években igencsak magasnak számító költségvetéssel készült Engedj be! című videóklipje is. A felvételeket 3 különböző helyszínen rögzítette a stáb, amelynek vezetője a néhai Szitányi András és a Sexepil billentyűse, Varga Gábor volt. 1998-ban egy sikertelen öngyilkossági kísérletet követően Horniák Zoltán megvált a zenekartól. Később a Minden-Ható című, soron következő nagylemez felvételei után Szakácsi is távozott a zenekar soraiból, amely újabb rövid szünetet jelentett a C.A.F.B. számára. Az utolsó eredeti alapító tag távozása után Sütő Lajos lépett a zenekar élére, majd Lukács Zsolt basszusgitáros csatlakozásával a C.A.F.B. újraszerveződött.

### A csúcson túl (2000–2015)

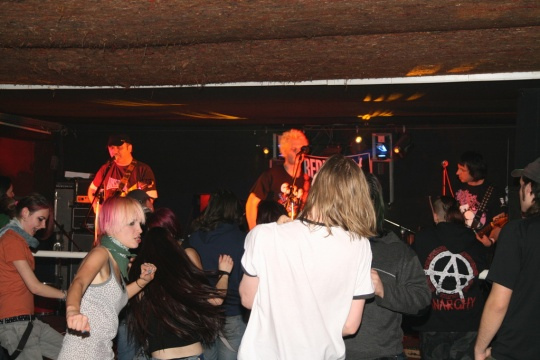
A C.A.F.B. 2009 körül.B-J a színpadon: Sütő Lajos, Szitás Tibor, Kováts Áron

A C.A.F.B. sikeres évei után új felállással kezdte a 2000-es esztendőt. Az Egyesült Államokból távmunkában közreműködő volt-zenekarvezető Szakácsi segítségével újabb lemezt készített. Az anyag Subkontakt címmel jelent meg az Edge Records gondozásában, amelyet követően újra elcsendesült a zenekar. Ennek ellenére szerepeltek a nagyobb országos fesztiválokon és két videóklipet (Lator és Kövér nő) is rögzítettek a Subkontakt lemezhez. Az ezt követő időszakban Sütő Lajos és Urbán László főleg a Sokol 403 nevű formációval töltöttek idejüket, így a 2004-es lemez dalait mondhatni teljes egészében Szakácsi Gábor írta, amely később az Aurora Records segítségével jelent meg, Naiv? címmel. A lemez munkálatainak idején kezdett dolgozni a Hollywood rose nevű zenekarral Lukács Zsolt, aki nem sokkal az anyag megjelenése után távozott a C.A.F.B. soraiból. Később Szakácsi megalapította a Sledgeback együttest Seattle-ben, és az ezt követő 5 évben a C.A.F.B. nem jelentetett meg anyagot. Ebben az időszakban Urbán László dobos, a később sikeressé vált Soffi nevű pop punk formációval dolgozott, melynek Sugarpunk című nagylemeze az EMI kiadónál jelent meg. A C.A.F.B. 2009 elejére egy '80-as évek magyar alternatív dalainak feldolgozásait tartalmazó albumot készített, Szennyhullám címmel. Ezen az utóbbi lemezen olyan zenekarok dalait dolgozták fel mint a Független adó, Eta, Vidámpark, Európa kiadó, Qss, 88-as csoport, és a ZEF. 2009 végén egy különleges koncertet adott a zenekar, ahol Szakácsi Gábort is láthatta a közönség. 2010-ben Csillag-Jegy címmel új EP jelent meg. 2011 tavaszán a C.A.F.B., az Elit Osztag és az Utolsó Alkalom közösen jelentette meg az Egység, Kétség, Háromság című split lemezt, amin egymás számait dolgozták fel és a C.A.F.B. részéről felkerült három új szám a készülő albumról. 2012 elején a zenekar 6 dala megjelent az amerikai Sliver records gondozásában, a 3 of a kind című split lemez keretein belül. A lemezen a C.A.F.B. mellett a Los Angeles-beli The Generators és a Sledgeback is helyett kapott. 2013 elején csatlakozott Mogyorósi István (Pedros Amigos) szólógitáron és az új energia hatására készítettek egy Vándorcirkusz című EP-t. 2013-ban nagy sikerrel fellépett a zenekar az A38 állóhajón, a koncertről készült felvételt a Duna Tv tűzte műsorára a "Koncertek az A38-ról" sorozat keretein belül. 2014 nyarán Horniák Zoltán egyéb elfoglaltságai miatt elhagyta a zenekart.

### Az újjáalakulás
2016 márciusában Szakácsi és Urbán hivatalosan visszatértek a C.A.F.B. soraiba.

## Az együttes jelenlegi és egykori tagjai

### Jelenlegi tagok
- Sütő Lajos – basszusgitár, ének
- Urbán László – dob, vokál
- Szakácsi Gábor – ének, gitár

### Korábbi tagok
- Horniák Zoltán – billentyű ( 1996-1998 , 2009-2014)
- Kováts Áron – szólógitár (2004–2010)
- Lukács Zsolt – basszusgitár (1999–2004)
- Oláh Immánuel – dob, ének (1991–1994)
- Kondella Krisztian – ütős hangszerek, vokál (2005–2008)
- Boskó György – basszusgitár (2005–2007)
- Mészáros László – szólógitár (2002–2004)
- Hermecz Tamás – dob (1990–1991)
- Szita Mihály – basszusgitár, vokál (1990–1994)

## Diszkográfia
- Ne bízz senkiben! – 1993
- Koncert 1992 (Archív) – 1995
- Zanza – 1997
- Klubbang! – 1999
- Utcastílus (Archív, 1990–1992) – 1999
- Minden-ható – 1999
- Subkontakt – 2001
- Naiv? – 2004
- Szennyhullám – 2009
- Csillag-Jegy EP – 2010
- Egység, Kétség, Háromság – 2011
- 3 of a kind – 2012[23]
- Vándorcirkusz EP – 2013
- EP'17 EP – 2017
- C.A.F.B. – 2017
- 1234 EP – 2018

### Válogatások
- Pajtás daloljunk IV. – 1993
- Shock & roll – 1998
- Emberek Emberekért – 2007[24] (A 2006-os "Wonderland" című Sledgeback dal Magyar feldolgozása, "Nem adom fel".)

### Videóklipek
A C.A.F.B. hivatalos videóklipjei
- Engedj be! (1997)
- Álomgyár (2000)
- Lator (2001)
- Kövér nő (2001)
- Bérgyilkos[25] (élő)
- Nő vagy, csak nő – Animáció (2006)

#### Videóklip jegyzetek
- Az Engedj be! videóklip

A videóklipet 1997-ben rögzítette a C.A.F.B. több helyszínen. Az első részben az együttes a pasaréti filmgyárban dolgozott, ahol igénybe vették az Űrgammák televíziós sorozat díszleteit is. A videóklip második részét, a ráckevei Savoyai-kastélyban filmezte a stáb.